# Благой Стефанов
Благой Стефанов Поппетров (на английски: Robert Stephanoff или Blagoe Stephanoff или Bob Stephanoff) е американски актьор и професионален гримьор във филмовата индустрия, от български произход.

## Биография
Благой Стефанов е роден в 1891 година в леринското село Горно Върбени (Екши Су), тогава в Османската империя, днес в Гърция. Чичо му е българският революционер, общественик и политик Сребрен Поппетров. В 1910 или 1925 година заминава за САЩ. Играе като актьор в театрите „Орфеум“ и „Елтрес“ на град Колорадо Спрингс. Появява се на екрана във филма „Мъж по име“. Участва в „Ако бях царица“ с Етел Клейтън, „Наказание“ с Лон Чейни, „Бела Дона“ с Пола Негри, „Бръмчащата птичка“ с Глория Суонсън. Става директор на отделението по дикизация при компанията Юнайтед Артист Студио.
Говори английски, френски, турски, руски, български, гръцки, сръбски, полски, черногорски, чешки, албански, холандски, испански, румънски и арменски. Умира през 1951 година при инцидент в Лос Анджелис, след като апартаментът му се запалва.